# Cham Shalan
Cham Shalan (em persa: چم شالان, também romanizada como Cham Shālān e Cham-e Shalān) é uma aldeia do distrito rural de Murmuri, no condado de Abdanan, da província de Ilam, Irã.
No censo de 2006, sua população era de 71 habitantes, em 9 famílias.